# Jaroslav Kubera
Jaroslav Kubera (ur. 16 lutego 1947 w Lounach, zm. 20 stycznia 2020 w Uściu nad Łabą) – czeski polityk i samorządowiec, w latach 1994–2018 burmistrz i prezydent Cieplic, od 2018 do 2020 przewodniczący Senatu Republiki Czeskiej.

## Życiorys
Podejmował studia z matematyki na Uniwersytecie Jana Ewangelisty Purkyniego w Brnie oraz z handlu zagranicznego w Wyższej Szkole Ekonomicznej w Pradze, nie kończąc żadnego z tych kierunków. W latach 1967–1969 pracował w dziale importu jednego z przedsiębiorstw. Krótko w tym czasie należał do Komunistycznej Partii Czechosłowacji, z której został wykluczony. Od 1969 do 1990 kierował działem sprzedaży w przedsiębiorstwie Elektrosvit Teplice, później do 1994 zajmował stanowisko sekretarza urzędu miasta w Cieplicach.
W 1992 wstąpił do Obywatelskiej Partii Demokratycznej (ODS). W 1994 uzyskał mandat radnego Cieplic, następnie w tym samym roku powierzono mu urząd burmistrza. Ponownie powoływany na to stanowisko po kolejnych wyborach lokalnych (od 2003 w randze prezydenta Cieplic). W 2000 po raz pierwszy został wybrany w skład Senatu, reelekcję uzyskiwał w wyborach w 2006, 2012 i 2018. Był wskazywany jako potencjalny kandydat ODS w wyborach prezydenckich w 2018, w których jednak nie wystartował.
2 listopada 2018 zakończył pełnienie funkcji wykonawczej w administracji miejskiej Cieplic, którą sprawował nieprzerwanie przez 24 lata. 14 listopada tegoż roku został wybrany na nowego przewodniczącego Senatu w miejsce Milana Štěcha. Zmarł w trakcie pełnienia tej funkcji 20 stycznia 2020.